# 名古屋ターミナルビル
名古屋ターミナルビル（なごやターミナルビル）は、かつて愛知県名古屋市中村区名駅一丁目1番2号に所在した複合施設である。建て替え工事が完了し、建物は現存しない。現在この場所にはJRゲートタワーが建っている。

## 概説
日本国有鉄道の大型関連事業の第1号として建設されたもので、バスターミナルと駐車場といった交通関連施設の他、百貨店と専門店街、ホテルなどが入った複合施設であった。
敷地は、名古屋駅の駅前広場として使用されていた場所の一角であり、日本国有鉄道が所有し、「名古屋ターミナルビル株式会社」が賃借していた。
開業時の建設・管理・運営母体であった「名古屋ターミナルビル株式会社」は、1972年（昭和47年）4月1日に資本金9億円で設立され、日本国有鉄道が3億6000万円、日本交通公社が1億5000万円、名古屋市が8000万円、鉄道会館が3000万円出資していたほか、名古屋鉄道を中心とする地元財界10社が合計2億1000万円出資していた。
後に、同社はJR東海子会社（連結子会社） となり、2010年3月1日に株式交換によりJR東海の完全子会社となった後、同年4月1日にジェイアールセントラルビル株式会社に吸収合併されていた。
その為、営業終了時点では、東海旅客鉄道（JR東海）完全子会社のジェイアールセントラルビル株式会社が所有していた。
2008年12月、JR東海は日本郵政と連携して、同ビルに隣接する名古屋中央郵便局名古屋駅前分室を含めた敷地一帯を再開発すると発表した。
当ビルの跡地には高さ約220mのJRゲートタワーが2017年4月に開業している（後節も参照）。なお、名古屋中央郵便局名古屋駅前分室の跡地には高さ約200mのJPタワー名古屋が2015年11月11日に完成している。

## テナント

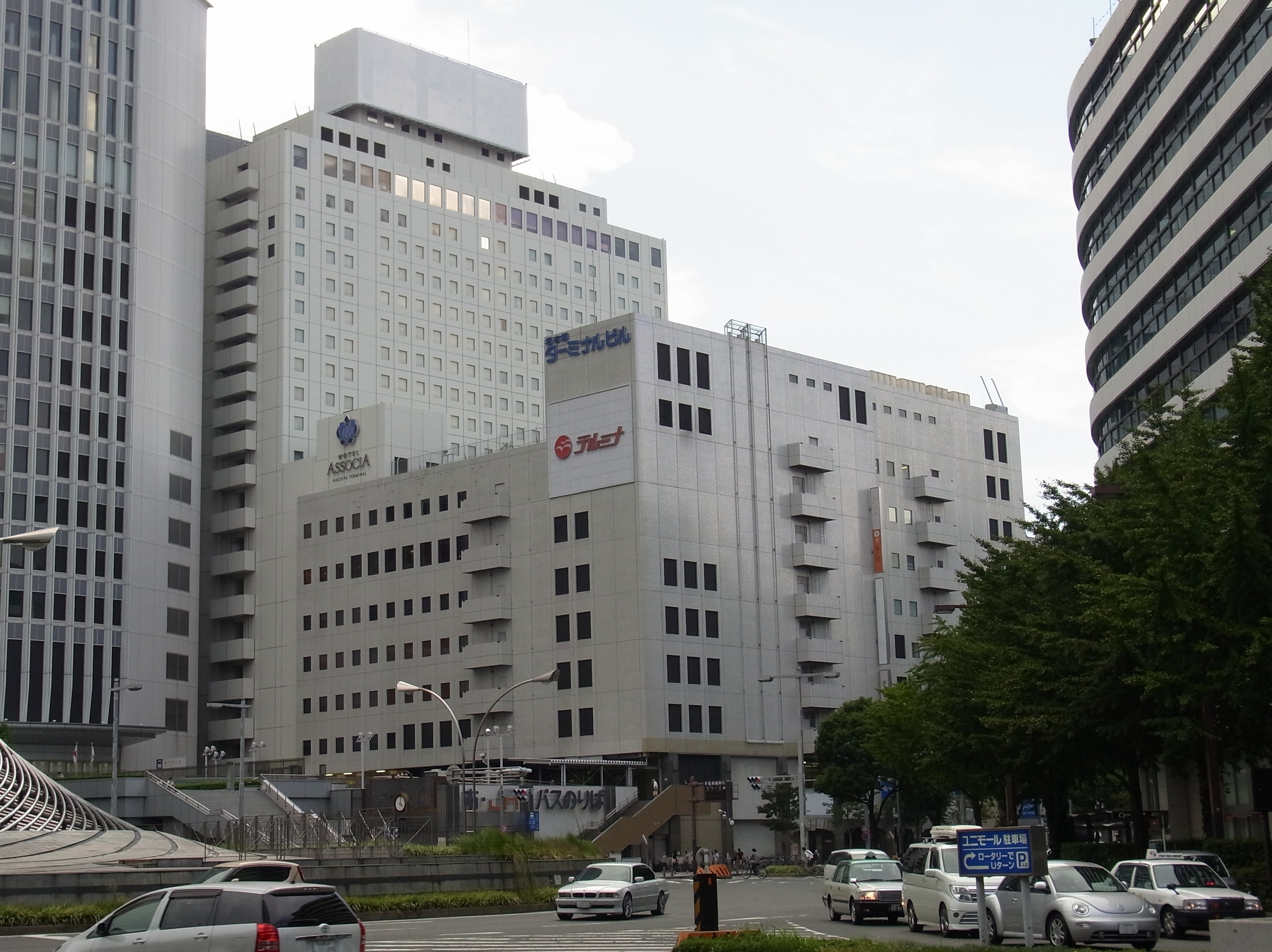
松坂屋閉店後のターミナルビル

### 百貨店
松坂屋名古屋駅店が、1974年（昭和49年）11月29日から営業していた。
地下1階から地上6階までの延床面積27,858平米を借用してに出店していた。
地上1階から5階までの各フロアはバスターミナルや駐車場と各々直結していて、直接入店が可能であった。
ビルの地下1階は名古屋鉄道名古屋本線の線路で分断されており、当店はそのうち西側部分のみに出店していた。
名駅地区における松坂屋唯一の店舗だったが、2010年8月29日閉店。

### ホテル
「名古屋ターミナルホテル」として1974年（昭和49年）11月28日に客室数190室で開業した。
開業時点では、1階がフロントとロビーで、8階には宴会場（5室）やバー、美容室などがあり、客室が9階から18階で、19階が会議室や応接室、20階に中華料理店とスカイラウンジが入居していた。
運営母体であった「名古屋ターミナルホテル株式会社」は、1972年（昭和47年）10月2日に資本金5億円で設立され、当初は、日本交通公社が2億5000万円、「名古屋ターミナルビル株式会社」が1億円出資していた。
後に東海旅客鉄道（JR東海）系列の100％出資となり、その関係で、「ホテルアソシア名古屋ターミナル」となった。
名古屋市内で最初にキリスト教式の結婚式を行うチャペルを設置したホテルでもあったが、南隣のJRセントラルタワーズを形成している名古屋マリオットアソシアホテルの開業後は、結婚披露宴会場の規模を縮小している。
建て替えのため、2010年9月30日に営業を終了した。運営会社の名古屋ターミナルホテル株式会社は同日付で解散し、同年12月31日付で清算終了して完全消滅した。総支配人は柴田秋雄が務めていた。

### テルミナ
当ビル直下に広がる地下街、および1階、7 - 8階、20階の各商業スペースは「テルミナ」という名称がある。
地下街の北側部分はビルの開業と同時に41店舗でオープンし、1976年（昭和51年）11月20日に地下街の南半分に49店舗が新たにオープンし、全館開業した。
地下街の通路は、幅が8メートルから10メートルと広く取られ、名古屋駅前の混雑緩和を図ることを目指していた。
ビルの地下1階は名古屋鉄道名古屋本線の線路で分断されており、そのうち東側部分も「テルミナ」として営業していた。
地下2階には、三省堂書店名古屋テルミナ店が営業していた。
このうちターミナルビル入店分のテナントは、全て2010年9月30日をもって営業を終了した。
また、7階にはパスポートの申請を扱う愛知県旅券センターがあったが、ビルの再開発計画に伴い2010年5月6日から2017年5月2日まで、名古屋ルーセントタワー5階に所在していた。同年5月7日より再度、JRセントラルタワーズ15階に移転した。

## 大型からくり時計「テリヨン」
ターミナルビルに隣接する松坂屋名古屋店付近には、1986年に設置された大型からくり時計が存在していた。設置当初は「名古屋駅大からくり時計」という名称が付けられていた。その後、応募により「テリヨン」と命名された。定時になると、時計上部のカリヨンが鳴り、名古屋駅長が登場。駅長の指揮でイラストマップに描かれた名古屋市の名所からそれぞれ人形が登場する。登場する人形は、汽車（旧名古屋駅）、三英傑（名古屋城）、コアラの親子（東山動物園）、ヤマトタケルノミコト、宮簀媛（熱田神宮）、からくり山車（山車）。イラストマップには上記括弧内の名所の他に、名古屋テレビ塔、明治村・西郷邸、名古屋空港、名古屋コーチン、市花・ユリ、白鳥、東名高速道路、東海道新幹線、名古屋港、興正寺五重塔、高層ビルが描かれている。作曲は小森田実。地元民以外にも観光客からも人気を集めており、設置から20年以上経過後も目立った故障は見られなかったが、駅長の人形に部分故障（腕に異常が見られた）が発生していた。2010年にターミナルビルの解体により松坂屋も閉店、それに際してからくり時計も撤去された。

## 旧バスターミナル
建設前には、駅前の約30か所に分散していた名古屋市バスと国鉄バスのバス停を集約し、路面交通の円滑化を図る目的で建設されたバスターミナルである。
開業時点では、国鉄バスが1階の一部、名古屋市バスが1階の一部と2階を使用していた。
近くには名鉄バスセンターがあるが、高さの問題で名鉄バスセンターでは発着できない車両（2階建バスなど）も多く発着していた。
2010年12月から始まった改築工事をもって、JRバスのりばは同年12月9日より名駅西口（新幹線口）に移転、名古屋市営バスのりばは同年12月23日から2017年3月31日までの間、駅周辺の路上に移転した。
建物解体後の跡地に建てられたJRゲートタワーのバスターミナルは名古屋市営バスの発着のみとなり、JRバスはこの場所に復帰することなく完全に移転した。

### 1階

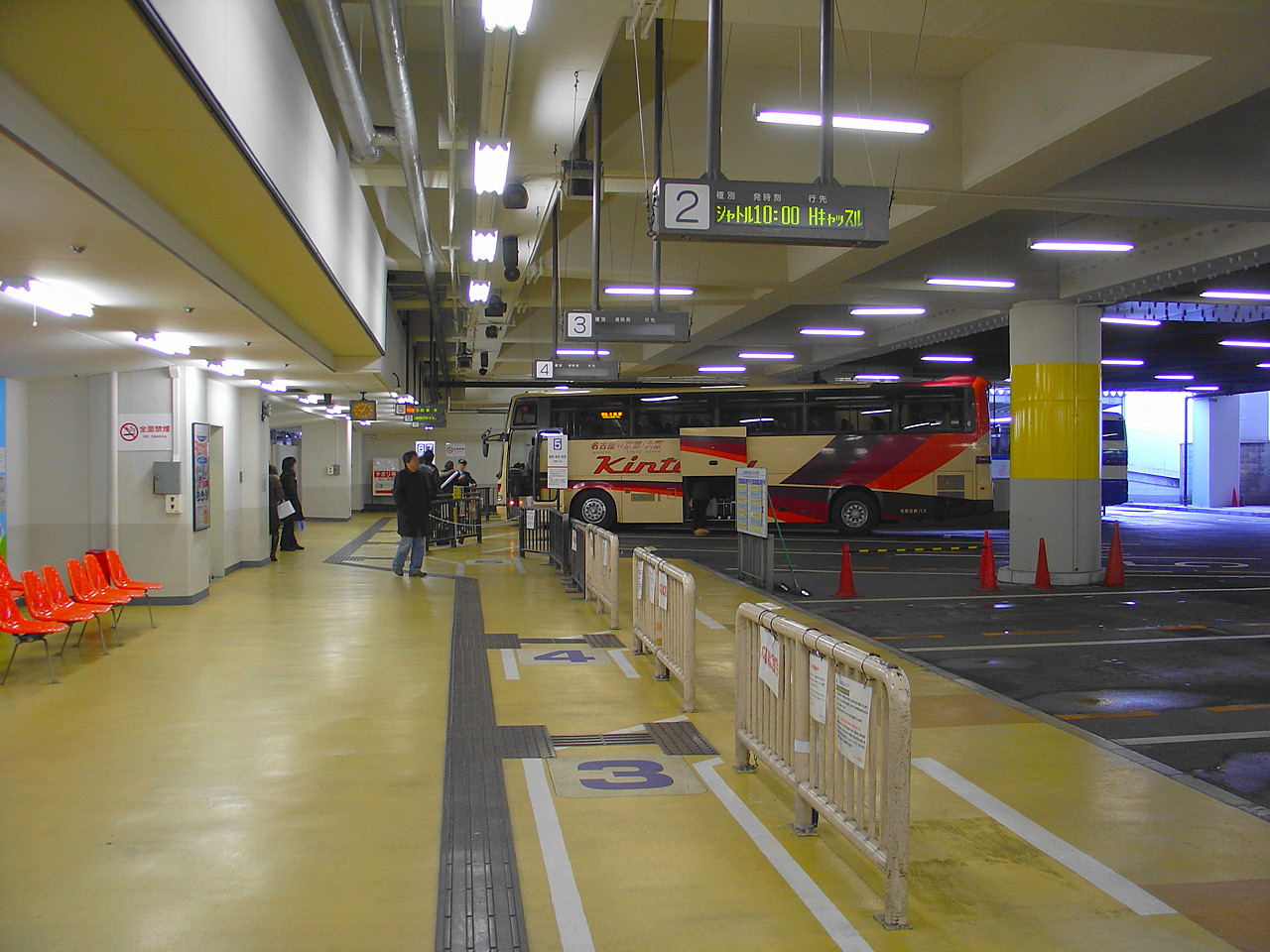
バスターミナル1階

ジェイアール東海バスおよび共同運行会社が乗り入れていた。国鉄時代から自動車駅として、鉄道駅から独立した窓口が設置されており、分割民営化後も案内上は「JRバス名古屋駅」と称していた。名古屋旅行センターにて予約・発券を取り扱う。2010年12月9日に名古屋駅西口に移転されたことに伴い閉鎖された。
降車は2 - 4のりばを中心に取り扱っていた。
移転前の使用状況は以下のとおり。
1のりば
- JR東海バス・名鉄バス・京福バス・福井鉄道
  - 北陸道特急バス 福井駅方面
- JR東海バス・西日本JRバス・名鉄バス・北陸鉄道
  - 北陸道特急バス 金沢駅方面
- JR東海バス・名鉄バス・濃飛乗合自動車
  - ひだ高山号 高山方面

2のりば
- JR東海バス・西日本JRバス
  - 北陸ドリーム名古屋号 富山駅・金沢駅方面
- JR東海バス
  - キャッスルシャトル ホテルナゴヤキャッスル送迎バス

3のりば
- JR東海バス・JRバス関東
  - ニュードリームなごや号 新宿駅方面

4のりば
- 増発便等

5のりば
- JR東海バス・JRバス関東・JRバステック
  - 東名ハイウェイバス 静岡駅・東京駅方面
- JR東海バス・JRバス関東
  - 中央ライナー号 新宿駅方面
- JR東海バス・山梨交通
  - 名古屋ライナー甲府号 甲府駅方面
- JR東海バス
  - ドリームなごや号・青春ドリームなごや号 東京駅方面
- 中国JRバス
  - 出雲・松江ドリーム名古屋号 松江駅・出雲市駅方面

6のりば
- JR東海バス・西日本JRバス・名鉄バス・名阪近鉄バス
  - 名神ハイウェイバス 京都駅方面
- JR東海バス・JR四国バス
  - オリーブ松山号 徳島駅・高松駅・松山駅方面

7のりば
- JR東海バス・西日本JRバス・名阪近鉄バス
  - 名神ハイウェイバス 大阪駅・USJ方面
- JR東海バス・西日本JRバス・名鉄バス
  - 名神ハイウェイバス 三ノ宮駅・ポートピアホテル方面
- JR東海バス
  - ドリームとよた号 東京駅方面
- JR東海バス
  - レディースドリームなごや号 東京駅方面
- JR東海バス・京成バス
  - ファンタジアなごや号 横浜駅・TDR・西船橋駅方面
- JR東海バス・中国JRバス
  - セレナーデ号 広島駅方面

8のりば
- 両備バス
  - リョービエクスプレス 岡山駅・倉敷駅方面

9のりば
- 増発便等

### 2階

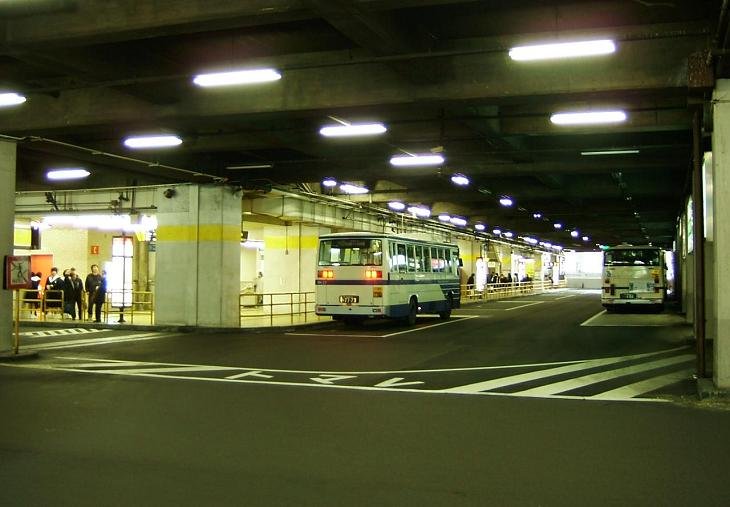
バスターミナル2階

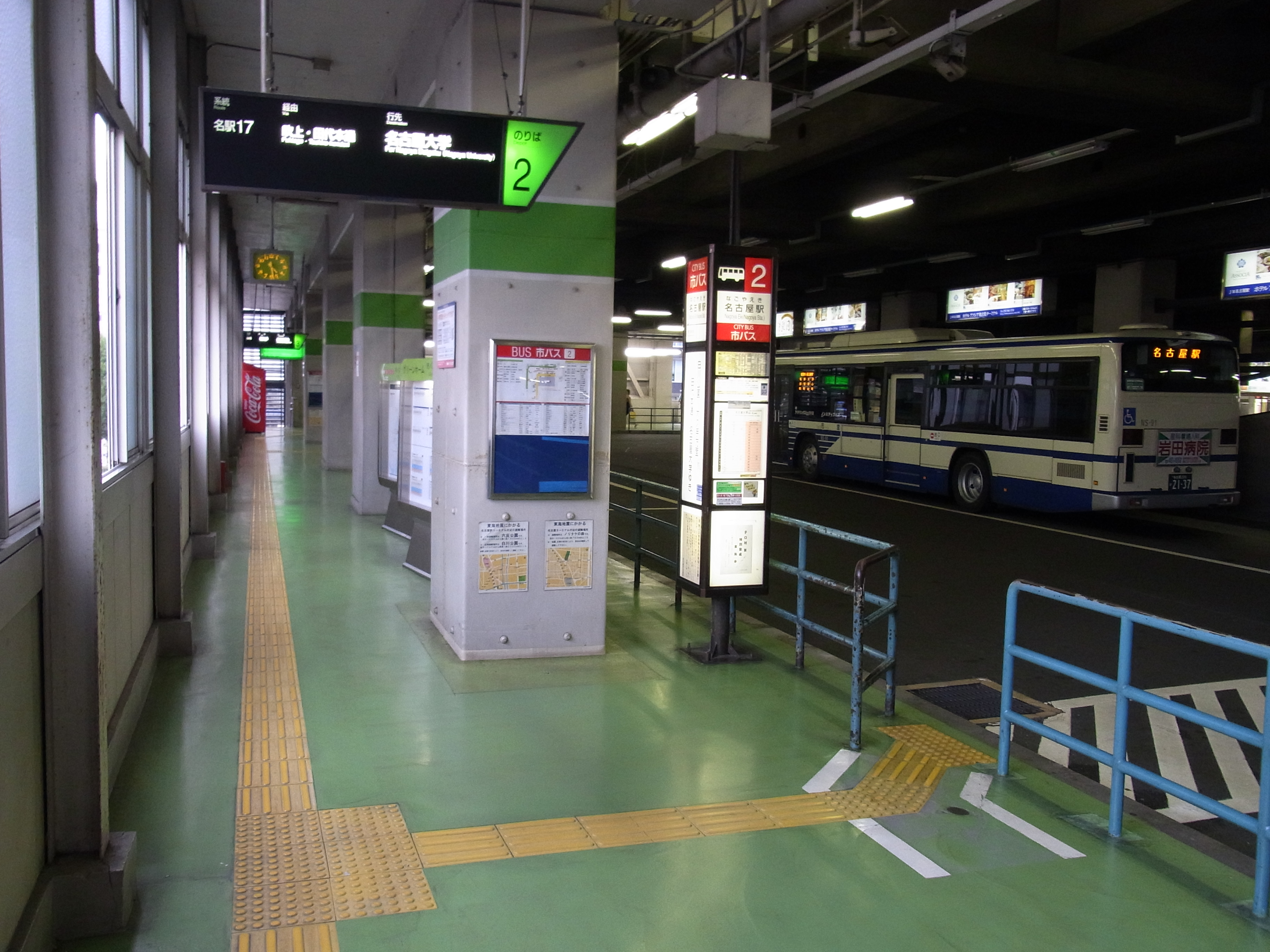
2番のりば（グリーンホーム）

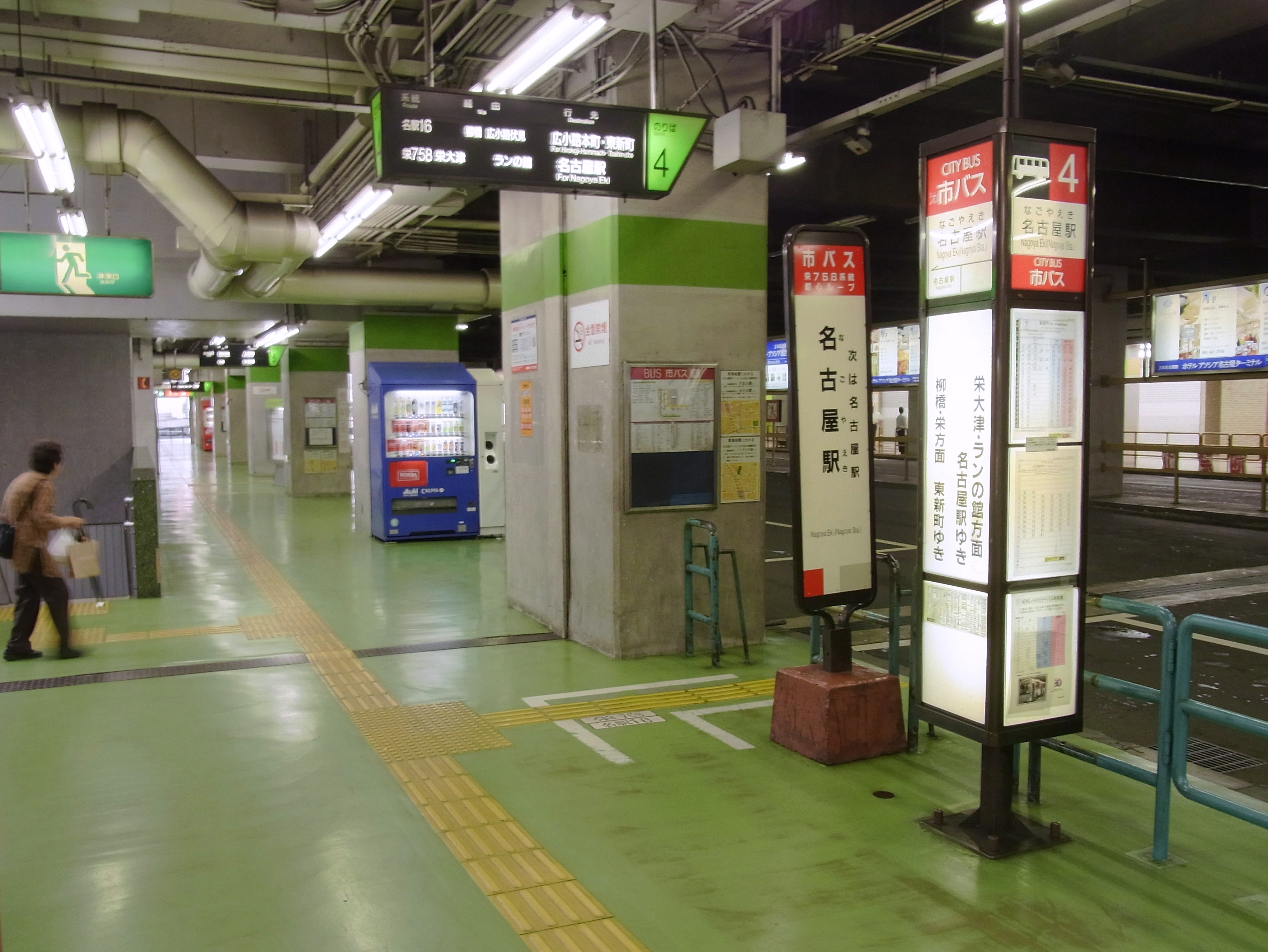
4番のりば（グリーンホーム）

名古屋市営バスが乗り入れる。L字型にバスレーンが通っており、外側のバス停をグリーンホーム、内側をレモンホームと呼ぶ。
かつては平和コーポレーションが乗り入れ、中部国際空港・名古屋飛行場・中津川方面へ運行したが、2008年3月31日をもって乗り入れが廃止された。

#### グリーンホーム
1のりば
- 未使用

2のりば
- 名駅17：名古屋大学方面

3のりば
- 名駅18：名鉄神宮前方面

4のりば
- 名駅16：広小路本町・東新町方面
- 栄758：（都心ループバス） 名古屋駅方面（循環）

5のりば
- 幹名駅1：大曽根・上飯田方面

6のりば
- 名駅14：市役所・大曽根方面

7のりば
- 基幹2：光ヶ丘・猪高車庫方面

8のりば
- 未使用

#### レモンホーム
0のりば
- 観光01：なごや観光ルートバス「メーグル」 徳川園方面

9のりば
- 名駅12：浄心町・如意車庫方面
- 名駅15：砂田橋・黒川・浄心町方面

10のりば
- 名駅11：名古屋駅方面（循環）
- 名駅26：平田住宅方面

11のりば
- 名駅13：上飯田・中切町・天神山方面

12のりば
- 名駅24：大治西条方面
- 名駅25：豊公橋・名古屋駅方面（循環）
- 名駅29：押切町・名古屋駅方面（循環）

13のりば
- 名駅19：港区役所方面
- 名駅22：横井町方面
- 名駅23：横井町・岩塚本通四丁目方面

14のりば
- 名駅20：権野・中川車庫方面

15のりば
- 幹名駅2：野跡駅・東海橋方面

## JRゲートタワー計画
2027年のリニア中央新幹線名古屋駅の開業を見据えたJR東海は、2008年12月10日、当ビルをオフィス・ホテル・商業施設などからなる超高層ビルに建替える方針を発表した。同じ頃、日本郵政グループが当ビルの北隣に立地する名古屋中央郵便局名古屋駅前分室の再開発計画を検討しており、これを契機に両建物の敷地を一体的に再開発することとした。地上46階、地下6階、高さ220m、延べ床面積を26万m2とする案を、新ビルのデザインと共に2010年2月10日に発表した。
名古屋ターミナルビルの解体工事は2012年夏まで行われ、その後新ビルの建設工事に移る。
新ビルは2015年の完成を見込んでいたが、その後、基礎工事が長引いたことなどにより半年以上の遅れが発生し、2016年6月以降に完成予定とされた。
2014年2月13日、JR東海は新ビルの名称を「JRゲートタワー」、併設するホテルの名称を「名古屋JRゲートタワーホテル」とすることや、2017年2月完成、同年4月開業の予定であることが明らかとなった。
JRゲートタワーのオフィス部分が2016年（平成28年）11月7日に先行開業し、翌2017年（平成29年）3月に竣工、商業施設（一部除く）・ホテル部分が4月17日にオープンした。

## 注記
1. 1 2 3 4 5 6 7  “名古屋ターミナルビルの開業にあたって”. 国有鉄道 33(2)(308) 1974年12月号 (交通協力会) (1974年12月).pp4
2. 1 2  “国鉄・名古屋ターミナルビル建設”. 開発往来 17(4)(174) 1973年4月号 (開発行政懇話会) (1973年4月).pp15
3. ↑  “11月27日、名古屋ターミナルビル竣工”. 中部財界 1974年12月号 (中部財界社) (1974年12月).pp27
4. ↑  “11月27日、名古屋ターミナルビル竣工”. 中部財界 1974年12月号 (中部財界社) (1974年12月).pp26
5. 1 2 3 4 5 6 7 8 9 10  “名古屋ターミナルビルの開業にあたって”. 国有鉄道 33(2)(308) 1974年12月号 (交通協力会) (1974年12月).pp5
6. 1 2  “名古屋ターミナルビルの開業にあたって”. 国有鉄道 33(2)(308) 1974年12月号 (交通協力会) (1974年12月).pp6
7. ↑  “連結子会社・持分法適用関連会社｜ＪＲ東海”.  JR東海. 2010年4月30日閲覧。
8. ↑  名駅一丁目1番地区における「まちづくり基本構想」について Archived 2009年2月21日, at the Wayback Machine.
9. ↑  “【開発】名古屋駅前にタワービル2棟が出現、総延べ床は47万m2”.   日経不動産マーケット情報 (2009年1月15日). 2009年5月27日閲覧。
10. 1 2 3  “11月27日、名古屋ターミナルビル竣工”. 中部財界 1974年12月号 (中部財界社) (1974年12月).pp29
11. 1 2 3 4 5 6 7 8 9 10 11 12 13 14  “11月27日、名古屋ターミナルビル竣工”. 中部財界 1974年12月号 (中部財界社) (1974年12月).pp28
12. 1 2  “テルミナ華麗にオープン 名駅前、交通緩和の新動脈”. 中部財界 1976年12月号 (中部財界社) (1976年12月).pp54-55
13. ↑  “名古屋ターミナルビルの開業にあたって”. 国有鉄道 33(2)(308) 1974年12月号 (交通協力会) (1974年12月).pp7
14. ↑  愛知県旅券センター移転開業のお知らせ（愛知県） (PDF)
15. ↑  「新」JRハイウェイバスのりば名古屋駅（新幹線口）（ジェイアール東海バス）
16. ↑  市バスの乗降停変更のお知らせ（名古屋市交通局） (PDF)
17. ↑  2013年6月12日の中日新聞朝刊11面
18. ↑  2013年11月14日の中日新聞朝刊13面
19. ↑  名古屋新駅ビル:名称は「ＪＲゲートタワー」 - 毎日新聞 2014年2月13日（2014年2月15日閲覧）
20. ↑  【社長会見】名古屋駅新ビル計画の名称と開業予定について ニュースリリース - ＪＲ東海 Central Japan Railway Company 2014年2月13日（2014年2月15日閲覧）
21. ↑  “名駅前に「立体都市」 JRゲートタワー、一部開業へ”. CHUNICHI Web). 中日新聞社. (2016年10月30日).  オリジナルの2016年10月30日時点におけるアーカイブ。 2019年9月22日閲覧。
22. ↑  “JR東海ら2社／JRゲートタワー（名古屋市中村区）が完成／施工は大成建設ら”. 日刊建設工業新聞. (2017年3月31日) 2019年9月22日閲覧。
23. ↑  “名古屋駅の新たな名所に　ＪＲゲートタワーが全面開業”. 朝日新聞デジタル. 朝日新聞社. (2017年4月18日).  オリジナルの2017年4月18日時点におけるアーカイブ。 2019年9月22日閲覧。